# Micropolis, la cité des insectes
Pour les articles homonymes, voir Micropolis (homonymie).
Micropolis, la Cité des insectes est un espace consacré à la sensibilisation au monde des insectes situé sur le Lévézou, à Saint-Léons, dans le département de l'Aveyron. 
Le parc a été inspiré par l'entomologiste Jean-Henri Fabre, né dans le village de Saint-Léons et par l'élan du film Microcosmos.
Il contient de vastes espaces extérieurs, notamment une promenade intitulée le carnaval des insectes qui est à la fois un espace d'observation de la nature avec un panorama sur le mont Seigne (1 128 m - 2e sommet du Lévézou) et un espace ludique d'évocation des insectes à travers 11 stations figuratives qui présentent des insectes géants.
Le bâtiment couvert comprend une quinzaine salles réparties sur 2 400 m2.